# Festival de la Canción de Eurovisión 2001
El XLVI Festival de la Canción de Eurovisión  tuvo lugar el 12 de mayo de 2001 en Copenhague. Los presentadores fueron Natasja Crone Back y Søren Pilmark. Los representantes de Estonia Tanel Padar y Dave Benton vencieron en esta edición con la canción "Everybody".

## El festival

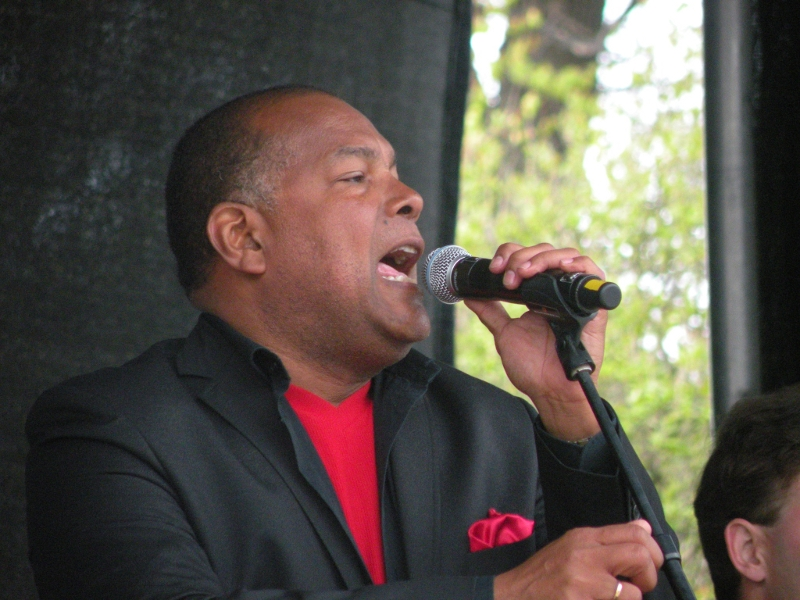
Dave Benton

El recinto, el estadio de fútbol Parken Stadium, fue el mayor de la historia del festival hasta 2011 acogiendo a 38.000 espectadores. A muchos participantes el escenario les pareció demasiado grande, y el ruido que hizo la enorme cantidad de espectadores en directo en la parte de las votaciones dificultó la labor de los presentadores, que tuvieron que repetir en ocasiones algunas presentaciones y tuvieron dificultades para escuchar a algunos portavoces. 
En el logotipo oficial cuatro círculos formaban un corazón, y los cuatro círculos estuvieron presentes sobre el escenario como cuatro "trusses" de luces. El intermedio fue amenizado por Safri Duo junto con el grupo pop Aqua.
La labor de los presentadores generó polémica; todos sus comentarios contenían rimas y pareados y estaban llenos de bromas, atrayendo las críticas especialmente del comentarista de la televisión británica Terry Wogan. Sus constantes opiniones sarcásticas sobre los anfitriones, a los que se refería como "Doctor Muerte" y "Ratoncita Pérez", ofendió tanto a los daneses que la BBC tuvo que disculparse públicamente.

### Favoritos
Los favoritos en este concurso fueron Francia con una desconocida por aquel entonces Natasha St-Pier, Grecia con el dúo Antique (cuya cantante Helena Paparizou ganaría cuatro años más tarde) y la anfitriona Dinamarca. Los cantantes de estilo latino de España y Malta también estaban entre los máximos favoritos. La canción sueca creó una gran polémica por su parecido con la canción belga del Festival de 1996, Liefde is een kaartspel. Finalmente en 2004 un juzgado decidió que se trataba de un plagio.  
Pero los ganadores fueron Tanel Padar y Dave Benton (más el grupo 2XL) con Everybody, representando a Estonia, siendo la primera vez que un país de la extinta URSS ganaba Eurovisión.
La edición de 2001 siguió la senda del festival de 2000 en Estocolmo, presentado como un festival orientado al público joven.

## Países participantes

### Canciones y selección
| País y TV                   | Título original de la canción   | Artista                        | Proceso y fecha de selección        |
| País y TV                   | Traducción                      | Idioma(s)                      | Proceso y fecha de selección        |
| --------------------------- | ------------------------------- | ------------------------------ | ----------------------------------- |
| Alemania ARD                | Wer Liebe lebt                  | Michelle                       | Countdown Grand Prix, 02-03-01      |
| Alemania ARD                | ¿Quién vive el amor?            | Alemán e inglés                | Countdown Grand Prix, 02-03-01      |
| Bosnia y Herzegovina PBSBIH | Hano                            | Nino Pršeš                     | BH Eurosong 2001, 10-03-01          |
| Bosnia y Herzegovina PBSBIH | Jana                            | Bosnio e inglés                | BH Eurosong 2001, 10-03-01          |
| Croacia HRT                 | Strings of my heart             | Vanna Ranilović                | Dora 2001, 04-03-01                 |
| Croacia HRT                 | Las cuerdas de mi corazón       | Inglés                         | Dora 2001, 04-03-01                 |
| Dinamarca DR                | Never ever let you go           | Rollo & King                   | Dansk Melodi Grand Prix, 17-02-01   |
| Dinamarca DR                | Nunca jamás te dejaré marchar   | Inglés                         | Dansk Melodi Grand Prix, 17-02-01   |
| Eslovenia RTVSLO            | Energy                          | Nuša Derenda                   | EMA 2001, 24-02-01                  |
| Eslovenia RTVSLO            | Energía                         | Inglés                         | EMA 2001, 24-02-01                  |
| España TVE                  | Dile que la quiero              | David Civera                   | Eurocanción 2001, 23-02-01          |
| España TVE                  | -                               | Español                        | Eurocanción 2001, 23-02-01          |
| Estonia ERR                 | Everybody                       | Tanel Padar, Dave Benton & 2XL | Eurolaul 2001, 03-02-01             |
| Estonia ERR                 | Todo el mundo                   | Inglés                         | Eurolaul 2001, 03-02-01             |
| Francia France 3            | Je n'ai que mon âme             | Natasha St-Pier                | Elección interna                    |
| Francia France 3            | Sólo tengo mi alma              | Francés e inglés               | Elección interna                    |
| Grecia ERT                  | Die for you                     | Antique                        | Final nacional, 06-03-01            |
| Grecia ERT                  | Moriría por ti                  | Griego e inglés                | Final nacional, 06-03-01            |
| Irlanda RTÉ                 | Without your love               | Gary O'Shaughnessy             | Final nacional, 25-02-01            |
| Irlanda RTÉ                 | Sin tu amor                     | Inglés                         | Final nacional, 25-02-01            |
| Islandia RÚV                | Angel                           | Two Tricky                     | Söngvakeppni Sjónvarpsins, 25-02-01 |
| Islandia RÚV                | Ángel                           | Inglés                         | Söngvakeppni Sjónvarpsins, 25-02-01 |
| Israel IBA                  | Ein davar                       | Tal Sondak                     | Kdam, 28-12-00                      |
| Israel IBA                  | No importa                      | Hebreo                         | Kdam, 28-12-00                      |
| Letonia LTV                 | Too much                        | Arnis Mednis                   | Eirodziesma 2001, 24-02-01          |
| Letonia LTV                 | Demasiado                       | Inglés                         | Eirodziesma 2001, 24-02-01          |
| Lituania LRT                | You got style                   | Skamp                          | Final nacional, 09-03-01            |
| Lituania LRT                | Tienes estilo                   | Inglés y lituano               | Final nacional, 09-03-01            |
| Malta PBS                   | Another summer night            | Fabrizio Faniello              | Malta Song For Europe, 03-02-01     |
| Malta PBS                   | Otra noche de verano            | Inglés                         | Malta Song For Europe, 03-02-01     |
| Noruega NRK                 | On my own                       | Haldor Lægreid                 | Melodi Grand Prix, 24-02-01         |
| Noruega NRK                 | Por mi cuenta                   | Inglés                         | Melodi Grand Prix, 24-02-01         |
| Países Bajos NOS            | Out on my own                   | Michelle Courtens              | Nationaal Songfestival, 03-03-01    |
| Países Bajos NOS            | Salir sola                      | Inglés                         | Nationaal Songfestival, 03-03-01    |
| Polonia TVP                 | 2 long                          | Piasek                         | Elección interna                    |
| Polonia TVP                 | Demasiado tiempo                | Inglés                         | Elección interna                    |
| Portugal RTP                | Só sei ser feliz assim          | MTM                            | Festival RTP da Canção, 07-03-01    |
| Portugal RTP                | Solo sé ser feliz así           | Portugués                      | Festival RTP da Canção, 07-03-01    |
| Reino Unido BBC             | No dream impossible             | Lindsay Dracass                | A Song For Europe, 11-03-01         |
| Reino Unido BBC             | No hay sueño imposible          | Inglés                         | A Song For Europe, 11-03-01         |
| Rusia C1R                   | Lady Alpine Blue                | Mumiy Troll                    | Elección interna                    |
| Rusia C1R                   | Dama azul alpino                | Inglés                         | Elección interna                    |
| Suecia SVT                  | Listen to your heartbeat        | Friends                        | Melodifestivalen 2002, 23-02-01     |
| Suecia SVT                  | Escucha el latido de tu corazón | Inglés                         | Melodifestivalen 2002, 23-02-01     |
| Turquía TRT                 | Sevgiliye son                   | Sedat Yüce                     | Final nacional, 23-02-01            |
| Turquía TRT                 | El final del amor               | Turco e inglés                 | Final nacional, 23-02-01            |

### Idiomas
De los 23 temas participantes, 14 fueron interpretados en inglés. De entre el resto, tres fueron cantados íntegramente en su idioma oficial (España, Israel y Portugal). Alemania, Bosnia, Francia, Grecia, Lituania y Turquía mezclaron su lengua propia con el inglés.

## Celebración del festival
Siguiendo la tónica de ediciones anteriores, la participación dependió del festival anterior. Así pues, 7 países se quedaron fuera y otros tantos regresaron para el 2001.
Si el año anterior la victoria danesa fue aplastante, en 2001 estuvo muy reñida. Francia, Grecia, Dinamarca y Estonia se disputaron los primeros puestos durante todo el transcurso de las votaciones, aunque la anfitriona Dinamarca y Estonia se mantuvieron destacadas sobre griegos y franceses. En la penúltima votación Estonia se proclamó ganadora del festival. Los cinco primeros fueron Estonia, Dinamarca, Grecia, Francia y Suecia. España, con David Civera, alcanzó la sexta posición con 76 puntos. 
- En negrita, países clasificados para 2002. Portugal se retiró de la competición, por lo que el hueco libre fue ocupado por Letonia.

| #  | País                 | Intérprete(s)                  | Canción                    | Lugar | Puntos |
| -- | -------------------- | ------------------------------ | -------------------------- | ----- | ------ |
| 01 | Países Bajos         | Michelle                       | «Out On My Own»            | 19    | 16     |
| 02 | Islandia             | Two Tricky                     | «Angel»                    | 22    | 3      |
| 03 | Bosnia y Herzegovina | Nino Pršeš                     | «Hano»                     | 14    | 29     |
| 04 | Noruega              | Haldor Lægreid                 | «On My Own»                | 22    | 3      |
| 05 | Israel               | Tal Sondak                     | «Ein Davar»                | 16    | 25     |
| 06 | Rusia                | Mumiy Troll                    | «Lady Alpine Blue»         | 12    | 37     |
| 07 | Suecia               | Friends                        | «Listen To Your Heartbeat» | 5     | 100    |
| 08 | Lituania             | Skamp                          | «You Got Style»            | 13    | 35     |
| 09 | Letonia              | Arnis Mednis                   | «Too Much»                 | 18    | 16     |
| 10 | Croacia              | Vanna Ranilović                | «Strings Of My Heart»      | 10    | 42     |
| 11 | Portugal             | MTM                            | «Só Sei Ser Feliz Assim»   | 17    | 18     |
| 12 | Irlanda              | Gary O'Shaughnessy             | «Without Your Love»        | 21    | 6      |
| 13 | España               | David Civera                   | «Dile que la quiero»       | 6     | 76     |
| 14 | Francia              | Natasha St-Pier                | «Je n'ai que mon âme»      | 4     | 142    |
| 15 | Turquía              | Sedat Yüce                     | «Sevgiliye Son»            | 11    | 41     |
| 16 | Reino Unido          | Lindsay Dracass                | «No Dream Impossible»      | 15    | 28     |
| 17 | Eslovenia            | Nuša Derenda                   | «Energy»                   | 7     | 70     |
| 18 | Polonia              | Piasek                         | «2 Long»                   | 20    | 11     |
| 19 | Alemania             | Michelle                       | «Wer Liebe Lebt»           | 8     | 66     |
| 20 | Estonia              | Tanel Padar, Dave Benton & 2XL | «Everybody»                | 1     | 198    |
| 21 | Malta                | Fabrizio Faniello              | «Another Summer Night»     | 9     | 48     |
| 22 | Grecia               | Antique                        | «Die For You»              | 3     | 147    |
| 23 | Dinamarca            | Rollo & King                   | «Never Ever Let You Go»    | 2     | 177    |

Fuente: Festival de Eurovisión 2001 (www.esc-history.com)

## Votación

### Sistema de votación
Cada país utilizaría televoto mediante llamadas telefónicas con el cual daría 12, 10, 8, 7, 6, 5, 4, 3, 2 y 1 punto a las diez canciones más votadas. En caso de problema técnico o fallo de infraestructura, los votos los daría un jurado de reserva de 8 miembros. Sin embargo, la UER dejó al criterio de cada país si emplear televoto al cien por cien o mezclarlo al 50% con el jurado de reserva. Únicamente estaba prohibido usar 100% jurado salvo en los dos casos anteriormente mencionados.

### Tabla de puntuaciones
|  | Votación realizada solo por jurado. |

|  | Votación realizada solo por televoto. |

|  | Votación realizada mediante televoto y jurado (50:50). |

| ......Participante..... | Pts. | Bandera de los Países Bajos | Bandera de Islandia | Bandera de Bosnia y Herzegovina | Bandera de Noruega | Bandera de Israel | Bandera de Rusia | Bandera de Suecia | Bandera de Lituania | Bandera de Letonia | Bandera de Croacia | Bandera de Portugal | Bandera de Irlanda | Bandera de España | Bandera de Francia | Bandera de Turquía | Bandera del Reino Unido | Bandera de Eslovenia | Bandera de Polonia | Bandera de Alemania | Bandera de Estonia | Bandera de Malta | Bandera de Grecia | Bandera de Dinamarca |
| ----------------------- | ---- | --------------------------- | ------------------- | ------------------------------- | ------------------ | ----------------- | ---------------- | ----------------- | ------------------- | ------------------ | ------------------ | ------------------- | ------------------ | ----------------- | ------------------ | ------------------ | ----------------------- | -------------------- | ------------------ | ------------------- | ------------------ | ---------------- | ----------------- | -------------------- |
| Países Bajos            | 16   |                             | 0                   | 0                               | 0                  | 5                 | 1                | 0                 | 0                   | 0                  | 0                  | 6                   | 0                  | 0                 | 0                  | 0                  | 0                       | 4                    | 0                  | 0                   | 0                  | 0                | 0                 | 0                    |
| Islandia                | 3    | 0                           |                     | 0                               | 1                  | 0                 | 0                | 0                 | 0                   | 0                  | 0                  | 0                   | 0                  | 0                 | 0                  | 0                  | 0                       | 0                    | 0                  | 0                   | 0                  | 0                | 0                 | 2                    |
| Bosnia y Herzegovina    | 29   | 0                           | 0                   |                                 | 0                  | 0                 | 0                | 4                 | 0                   | 0                  | 10                 | 0                   | 0                  | 0                 | 0                  | 0                  | 0                       | 7                    | 0                  | 0                   | 0                  | 1                | 0                 | 7                    |
| Noruega                 | 3    | 0                           | 0                   | 0                               |                    | 0                 | 0                | 0                 | 0                   | 0                  | 0                  | 3                   | 0                  | 0                 | 0                  | 0                  | 0                       | 0                    | 0                  | 0                   | 0                  | 0                | 0                 | 0                    |
| Israel                  | 25   | 0                           | 0                   | 6                               | 0                  |                   | 0                | 0                 | 0                   | 0                  | 0                  | 0                   | 0                  | 0                 | 10                 | 7                  | 0                       | 0                    | 0                  | 0                   | 0                  | 0                | 2                 | 0                    |
| Rusia                   | 37   | 0                           | 5                   | 0                               | 0                  | 3                 |                  | 0                 | 10                  | 8                  | 0                  | 0                   | 0                  | 0                 | 0                  | 0                  | 0                       | 0                    | 0                  | 0                   | 4                  | 2                | 5                 | 0                    |
| Suecia                  | 100  | 0                           | 7                   | 3                               | 2                  | 8                 | 2                |                   | 2                   | 6                  | 4                  | 5                   | 8                  | 5                 | 2                  | 8                  | 8                       | 0                    | 5                  | 0                   | 7                  | 8                | 0                 | 10                   |
| Lituania                | 35   | 5                           | 1                   | 2                               | 0                  | 4                 | 10               | 1                 |                     | 5                  | 0                  | 0                   | 1                  | 0                 | 0                  | 0                  | 4                       | 2                    | 0                  | 0                   | 0                  | 0                | 0                 | 0                    |
| Letonia                 | 16   | 0                           | 0                   | 0                               | 0                  | 0                 | 0                | 0                 | 8                   |                    | 0                  | 0                   | 0                  | 0                 | 0                  | 0                  | 0                       | 0                    | 0                  | 0                   | 8                  | 0                | 0                 | 0                    |
| Croacia                 | 42   | 0                           | 0                   | 7                               | 0                  | 0                 | 0                | 0                 | 0                   | 0                  |                    | 0                   | 0                  | 0                 | 0                  | 10                 | 0                       | 5                    | 0                  | 3                   | 0                  | 10               | 7                 | 0                    |
| Portugal                | 18   | 0                           | 0                   | 0                               | 0                  | 0                 | 0                | 0                 | 0                   | 0                  | 0                  |                     | 0                  | 6                 | 12                 | 0                  | 0                       | 0                    | 0                  | 0                   | 0                  | 0                | 0                 | 0                    |
| Irlanda                 | 6    | 0                           | 0                   | 0                               | 0                  | 0                 | 0                | 0                 | 0                   | 0                  | 0                  | 1                   |                    | 0                 | 0                  | 0                  | 5                       | 0                    | 0                  | 0                   | 0                  | 0                | 0                 | 0                    |
| España                  | 76   | 7                           | 2                   | 5                               | 4                  | 12                | 0                | 5                 | 0                   | 4                  | 0                  | 7                   | 3                  |                   | 5                  | 6                  | 3                       | 1                    | 1                  | 0                   | 3                  | 0                | 8                 | 0                    |
| Francia                 | 142  | 8                           | 4                   | 12                              | 7                  | 2                 | 12               | 6                 | 7                   | 7                  | 6                  | 12                  | 7                  | 3                 |                    | 1                  | 6                       | 6                    | 10                 | 6                   | 10                 | 0                | 4                 | 6                    |
| Turquía                 | 41   | 3                           | 0                   | 0                               | 0                  | 0                 | 0                | 0                 | 0                   | 0                  | 7                  | 0                   | 0                  | 0                 | 7                  |                    | 0                       | 0                    | 0                  | 7                   | 0                  | 4                | 10                | 3                    |
| Reino Unido             | 28   | 2                           | 0                   | 0                               | 0                  | 0                 | 3                | 0                 | 3                   | 3                  | 3                  | 2                   | 4                  | 1                 | 0                  | 0                  |                         | 0                    | 2                  | 2                   | 0                  | 3                | 0                 | 0                    |
| Eslovenia               | 70   | 4                           | 6                   | 10                              | 6                  | 1                 | 4                | 7                 | 4                   | 0                  | 8                  | 0                   | 2                  | 2                 | 1                  | 0                  | 0                       |                      | 6                  | 4                   | 5                  | 0                | 0                 | 0                    |
| Polonia                 | 11   | 0                           | 0                   | 0                               | 0                  | 0                 | 0                | 2                 | 0                   | 0                  | 0                  | 0                   | 0                  | 0                 | 0                  | 0                  | 0                       | 3                    |                    | 5                   | 0                  | 0                | 0                 | 1                    |
| Alemania                | 66   | 1                           | 0                   | 0                               | 3                  | 0                 | 8                | 0                 | 0                   | 1                  | 1                  | 10                  | 6                  | 10                | 6                  | 3                  | 2                       | 0                    | 4                  |                     | 1                  | 5                | 1                 | 4                    |
| Estonia                 | 198  | 12                          | 10                  | 4                               | 10                 | 6                 | 6                | 8                 | 12                  | 12                 | 2                  | 0                   | 10                 | 8                 | 8                  | 12                 | 12                      | 12                   | 12                 | 10                  |                    | 12               | 12                | 8                    |
| Malta                   | 48   | 0                           | 3                   | 1                               | 5                  | 0                 | 7                | 3                 | 1                   | 0                  | 0                  | 0                   | 0                  | 4                 | 0                  | 2                  | 1                       | 0                    | 3                  | 1                   | 2                  |                  | 3                 | 12                   |
| Grecia                  | 147  | 6                           | 8                   | 8                               | 8                  | 10                | 5                | 12                | 5                   | 2                  | 5                  | 4                   | 5                  | 12                | 3                  | 5                  | 7                       | 8                    | 8                  | 8                   | 6                  | 7                |                   | 5                    |
| Dinamarca               | 177  | 10                          | 12                  | 0                               | 12                 | 7                 | 0                | 10                | 6                   | 10                 | 12                 | 8                   | 12                 | 7                 | 4                  | 4                  | 10                      | 10                   | 7                  | 12                  | 12                 | 6                | 6                 |                      |

### Máximas puntuaciones
Tras la votación los países que recibieron 12 puntos fueron:
| N. | A         | De                                                                                       |
| -- | --------- | ---------------------------------------------------------------------------------------- |
| 9  | Estonia   | Grecia, Letonia, Lituania, Malta, Países Bajos, Polonia, Eslovenia, Turquía, Reino Unido |
| 6  | Dinamarca | Croacia, Estonia, Alemania, Islandia, Irlanda, Noruega                                   |
| 3  | Francia   | Bosnia y Herzegovina, Portugal, Rusia                                                    |
| 2  | Grecia    | España, Suecia                                                                           |
| 1  | España    | Israel                                                                                   |
| 1  | Malta     | Dinamarca                                                                                |
| 1  | Portugal  | Francia                                                                                  |